# MiNap
A MiNap (Miskolci Napló) önkormányzati tulajdonú, ingyenesen terjesztett színes miskolci hetilap. 2004 márciusában indította el a MIKOM Nonprofit Kft. Internetes hírportál változata 2006 óta létezik. 
A 85 000 példányban megjelenő hetilap szombatonként térítésmentesen jut el az olvasókhoz Miskolcon és az agglomeráció 16 településén. A lap a hét helyi eseményeiből tallóz, a város történéseiről tájékoztat.
Weboldala, a minap.hu hírportál főleg miskolci, de emellett országos és külfölddel kapcsolatos témákat is tartalmaz, emellett képgalériákat és videókat, utóbbi a Miskolc Televízió híradó- és magazinadásai mellett szerkesztőségi videótárral is rendelkezik. Az oldalon megtalálható az összes megjelent hetilap PDF formátumban.

## Kritika
2010 és 2019 között a helyi Jobbik és MSZP, valamint olyan, ellenzéki oldalak, mint az Átlátszó, illetve a 24.hu is vádolták már a lapot a fideszes vezetésű önkormányzat kiszolgálásával és az irántuk való elfogultsággal, valamint az ellenzék támadásával. Jakab Péter jobbikos önkormányzati képviselő 2016-ban pert nyert a lappal szemben, amely valótlanul állította, hogy Jakab sértő módon beszélt a miskolci nyugdíjasokról. Mivel a MiNap tulajdonosa, a MIKOM Miskolci Kommunikációs Nonprofit Kft. még két év múlva sem fizette ki a sérelemdíjként megítélt 350 000 forintot, a képviselő 2018 júliusában végrehajtási eljárást indított ellene.
A 2019-es önkormányzati választási kampány idején az ellenzék már több tüntetést is szervezett a közpénzből egyoldalúan a Fidesz mellett kampányoló újság üzemeltetője, az önkormányzati fenntartású MIKOM Kft. székháza elé. Az ellenzék által megnyert választás után a Minap visszavett ebből a stílusból, főszerkesztője, Molnár Péter október 31-én lemondott.

## 2019 után
2020 júniusától érezhetően változott az újság stílusa, a szerkesztőség a városi eseményeken, kiállításokon, politikai sajtótájékoztatókon kívül egyre több olvasmányosabb, szórakoztató tartalmakkal, portrékkal, 2022-től szerkesztőségi jegyzettel bővítette a tartalmat. 2022. januárjától az újság arculata is megváltozott, néhány elemében megidézi a 2011. márciusa és 2013. augusztusa között érvényes layoutot. 
A lap főszerkesztője 2019. december és 2020. november között Varga Zoltán, 2020. november és 2021. június között Hatvani Olivér 2021. július és 2021. decembere között Cziffra Andrea, 2022. januárja és június között Petruskó Norbert, 2022. június és 2023. szeptember között Maros Éva volt. 2023. szeptember végéről a lapot kiadó MIKOM Kft. főszerkesztője Uri Mariann.
A 2024-es önkormányzati választások után október végétől Hauk Zoltán az ügyvezető, Uri Mariann távozott.
A Miskolci Napló 2024 októberétől kéthetente jelenik meg.

## Állandó rovatok a Miskolci Naplóban
- Hírek
- Közélet
- A város
- Kultúra
- Sport
- Programajánló
- Mozaik

## Időszakos rovatok a Miskolci Naplóban
- Életmód
- Hitélet
- Állatvilág
- Egészség
- Oktatás
- Partközelben
- Gasztronómia

## Állandó rovatok a minap.hu-n
- Miskolc
- Borsod-Abaúj-Zemplén
- Belföld
- Világ
- Gazdaság
- Oktatás
- Kultúra
- Sport
- Vélemény
- Életmód (gasztro, egészség, egyház, szabadidő, tudomány, kórnyezet)
- Bulvár (baleset, bűnügy, havária, celebhírek)
- Fotógaléria
- Videógaléria

## Szerkesztőség
- A kiadásért Hauk Zoltán, a MIKOM ügyvezetője felel
- Online tartalomfejlesztési vezető: Berecz Csaba
- Szerkesztő: Kujan István, Tajthy Ákos
- Újságírók: Bacsó István, Bájer Máté, Bódogh Dávid, Detzky Anna
- Fotó: Horváth Csongor Mocsári László, Osztie Tibor

Jegyzetek
1. ↑  Miskolci Kommunikációs Nonprofit Kft.
2. ↑  Közlemény – Jobbik: Kiegyensúlyozott tájékoztatást a Miskolci Naplóban Archiválva 2018. április 16-i dátummal a Wayback Machine-ben Borsod Online, 2015. május 11.
3. ↑  Kérjen bocsánatot a Mikom a miskolciaktól! mszp.hu, 2016. február 5.
4. ↑  Marketing és média: a helyi nyilvánosság Miskolcon Átlátszó.hu, 2013. április 8.
5. ↑  Javul, fejlődik, sikeres, megújul – ősszel is nyílik a pitypang 24.hu, 2014. szeptember 21.
6. ↑  350 ezret fizethet a Miskolci Napló első fokon Jakab Péternek[halott link] Észak Hírnök, 2017. október 31.
7. ↑  Sajtóper Debrecenben: nyert a jobbikos Cívishír, 2016. október 25.
8. ↑  Végrehajtási eljárás indult a Miskolci Kommunikációs Kft. ellen. Alfahír.hu, 2018. július 24. [2018. augusztus 6-i dátummal az eredetiből archiválva]. (Hozzáférés: 2018. augusztus 6.)
9. ↑  A 2018. július 18-án a Miskolci Törvényszék által elrendelt végrehajtás szerepel az e-cegjegyzek.hu oldalán
10. ↑  Újra a MIKOM elé vonulnak a tüntetők. Borsod24, 2019. szeptember 24. [2019. november 4-i dátummal az eredetiből archiválva]. (Hozzáférés: 2019. november 4.)
11. ↑  A Minap újság színeváltozásai. Borsod24, 2019. október 21. [2019. november 4-i dátummal az eredetiből archiválva]. (Hozzáférés: 2019. november 4.)
12. ↑  Molnár Péter lemondott a MIKOM főszerkesztői posztjáról. Borsod24, 2019. november 4. [2019. november 4-i dátummal az eredetiből archiválva]. (Hozzáférés: 2019. november 4.)
13. ↑  https://minap.hu/cikk/uj-ugyvezeto-mikom-elen